# 斯佩尔隆加
斯佩尔隆加（義大利語：Sperlonga），是意大利拉蒂纳省的一个市镇。总面积18平方公里，人口3273人，人口密度181.8人/平方公里（2009年）。ISTAT代码为059030。